# Egipatska plava
Egipatska plava boja, poznata i kao kalcijev bakreni silikat, CaCuSi4O10 ili CaOCuO(SiO2)4, kalcijev bakreni tetrasilikat ili kuprorivait, pigment je koji se u drevnom Egiptu koristio tisućama godina. Smatra se prvim sintetičkim pigmentom. Antički Rimljani su ga poznavali po imenu ceruleum (lat. caeruleum). Nakon rimskog doba, egipatska plava boja je pala u zaborav, a nakon toga zaboravljen je način njenog stvaranja. U moderno doba znanstvenici su mogli analizirati njegovu kemijsku strukturu i rekonstruirati kako ju napraviti. Prva zabilježena upotreba "egipatske plave boje" kao naziva boje na engleskom jeziku bila je 1809.
Ceruleum plava je pronađena početkom 19. stoljeća, a koristi se šezdesetih godina istog stoljeća. Svjetlije je obojenosti od kobaltno plave, ima svojstven zelenkast prizvuk. Otporna je na kemijske utjecaje, ograničene moći bojenja. Koristi se u svim slikarskim tehnikama. U uljanoj se koristi više veziva, sporije suši, a premaz je mek i nedovoljno elastičan.

## Povijest
Stari su Egipćani prije više od 4 000 godina izumili umjetni pigment bakra koji se danas naziva egipatska plava (silikat kalcija i bakra). Vjerojatno se prvi put počeo primjenjivati u doba Srednjeg egipatskog kraljevstva (1991. – 1648. pr. Kr.), a u vrijeme Novog egipatskog kraljevstva (od 16. do 11. stoljeća pr. Kr.) postao je rasprostranjen, te su se njime koristili za ukrašavanje skulptura, slika u grobnicama i sarkofaga. Nadalje, koristilo ga se za izradu egipatske majolike ili fajanse, predmeta od glazirane pečene gline.
Svojstvena plava boja posljedica je bakra u sastavu pigmenta, a različitim metodama pripreme moguće je proizvesti tamnije ili svjetlije nijanse te boje. Grubom obradom dobiva se pigment duboke plave boje, a usitnjavanjem je moguće proizvesti vrlo blijedu, gotovo prozirnu plavu. Pigment se proizvodi zagrijavanjem smjese kalcijeva karbonata, spoja koji sadrži bakar, kvarcnog pijeska i kalijevog karbonata (potaša) na oko 900 ˚C. 
Egipćani su plavu boju povezivali s nebom i svemirom, ali i s vodom te rijekom Nil. Prirodni plavi pigmenti su u Egiptu bili rijetkost, a boja im je bila potrebna za vjerske i obredne svrhe, to je vjerojatno potaknulo Egipćane da izrade umjetni pigment. Egipatska plava se ubrzo proširila na cijelo Sredozemlje, ali je nakon propasti Rimskog Carstva zaboravljena. Ponovno je otkrivena tek u 19. stoljeću, nakon što su znanstvenici pronašli tragove tog pigmenta u ruševinama Pompeja. Pokusi su pokazali da ovaj pigment ima neobično svojstvo da emitira infracrveno svjetlo nakon što se u njega usmjeri crveno svjetlo te mnogi vjeruju da će se primjenjivati u novoj komunikacijskoj tehnologiji.
Dugo se vremena vjerovalo da je ovo najstariji pigment u povijesti čovječanstva, ali su nedavno u sjevernom Peruu pronađeni komadići tekstila obojeni indigo bojom stari između 6000 i 6200 godina.

## Slike
| |                                                                                        |                                                                     |                                                                              |
| Keramička posuda obojena egipatskom plavom. Uvezena u Italiju iz sjeverne Sirije, proizvedena je između 750 i 700 pr. Kr. (nalazi se u Altes muzeju u Berlinu). | Plavi tanjur od fajanse i postolje, Novo egipatsko kraljevstvo (1400 - 1325. pr. Kr.). | Egipatska plava u kruni Nefertitine biste (Egipatski muzej Berlin). | Krilo skarabeja u egipatskoj plavoj, sačuvano u Arheološkom muzeju u Milanu. |